# ISO 3166-2:AD

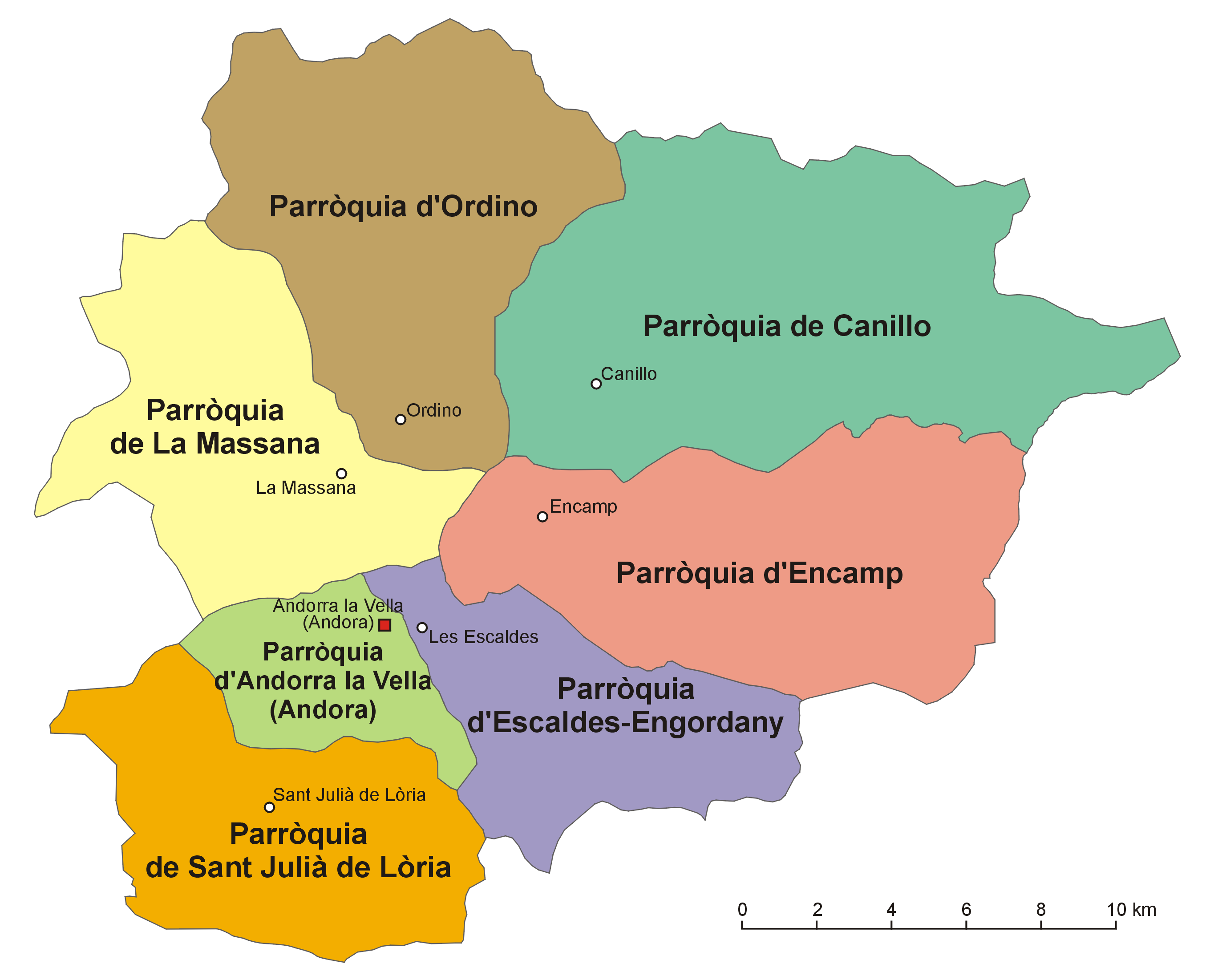
Divisiones administrativas de Andorra

La ISO_3166-2:AD incluye los códigos de las parroquias andorranas.
- ISO 3166-2:2007-04-17 - para Andorra, este añade códigos para las subdivisiones.

## Códigos
| Código | Parroquia                                                      |
| ------ | -------------------------------------------------------------- |
| AD-02  | Canillo                                                        |
| AD-03  | Encamp                                                         |
| AD-04  | La Massana                                                     |
| AD-05  | Ordino                                                         |
| AD-06  | San Julián de Loria (Toponimia oficial: Sant Julià de Lòria)   |
| AD-07  | Andorra la Vieja (Toponimia oficial: Andorra la Vella)         |
| AD-08  | Las Escaldas-Engordany (Toponimia oficial: Escaldes-Engordany) |